# Crimson and Clover
Crimson and Clover (englisch für „Purpur und Klee“) ist ein Lied der US-amerikanischen Rockband Tommy James & the Shondells aus dem Jahr 1968.

## Entstehung und Veröffentlichung
Geschrieben und produziert wurde das Lied von Tommy-James-&-the-Shondells-Frontmann Tommy James. Beim Schreibprozess erhielt James Unterstützung durch Bandkollegen Peter Lucia. Nach der Single Mony Mony wollten Tommy James & the Shondells die Stilrichtung der Band ändern und begannen eigenes Material zu produzieren. Damals sagte Tommy James, dass dies aus „Notwendigkeit und Ehrgeiz“ geschah, da er weg von den Singles hin zu den Alben wollte. Er entließ die Hauptautoren Ritchie Cordell und Bo Gentry und übernahm die vollständige kreative Kontrolle der Gruppe.
Der Titel stand fest, bevor das Lied komplett verfasst wurde. Als James aufwachte, dachte er an Purpur und Klee (Es gab den in Europa heimischen Inkarnat-Klee). Erste Versuche, ein Lied dazu zu schreiben, mit dem Bassisten Mike Vale wurden verworfen, aber mit dem Schlagzeuger Peter Lucia stellte sich der Erfolg auf Anhieb ein. Lucia ließ sich durch ein Footballspiel seiner damaligen Highschool, als er den Inkarnat-Klee auf einer Wiese sah, inspirieren und konnte so seine Ideen mit einbringen. Während der Produktion wollte das Plattenlabel sofort eine neue Single. Um ihnen entgegenzukommen, veröffentlichten sie zunächst Do Something to Me, was der Band so einen Zeitvorteil zur Vollendung verschaffte. Crimson and Clover wurde innerhalb von 5 Stunden aufgenommen und ist eines der ersten Lieder, die auf einem Mehrspurrekorder aufgenommen wurden. Dies verbesserte die Aufnahmequalität und schuf mehr technische Möglichkeiten, so auch das Tremolo im Lied. Das Tremolo wurde mit einem Ampeg-Gitarrenverstärker erzeugt. Nach Vollendung spielte die Band dem Labelchef Morris Levy von Roulette Records die Rohfassung des Liedes vor, obwohl sie die Aufnahmequalität noch weiter verbessern wollten. Ein paar Tage später stellte James beim Chicagoer Radiosender WLS das Lied vor und hatte dort bisher stets positive Reaktionen zu deren Liedern gesammelt. Morris Levy flehte WLS zuvor an, das Lied noch nicht zu spielen, da er zunächst nicht an den Erfolg glaubte. Allerdings änderten die positiven Reaktionen seine Meinung.
Die Erstveröffentlichung von Crimson and Clover erfolgte schließlich im Dezember 1968 bei Roulette Records. Es erschien dabei als 7″-Single mit der B-Seite Some Kind of Love (Katalognummer: R-7028) sowie als Teil des gleichnamigen Albums (Katalognummer: SR 42023), dem sechsten Studioalbum der Band; allerdings hier in einer wesentlich längeren Version. Im Folgejahr erschienen weitere Singleausführungen, so unter anderem in Italien eine 7″-Single mit der B-Seite Do Something to Me (Katalognummer: R 7802) oder auch in verschiedenen Ländern eine Ausführung mit der B-Seite (I’m) Taken (Katalognummer: R-8645). Zudem erschien eine EP, dessen Haupttitel Crimson and Clover ist (Katalognummer: Coliseum CLS-1082).

## Rezeption
Im Jahr 2006 belegte Crimson and Clover Rang 57 der „Besten 1960er Jahre Lieder“ bei Pitchfork Media.

## Chartplatzierungen
| ChartsChartplatzierungen       | Höchstplatzierung | Wochen/ Monate |
| ------------------------------ | ----------------- | -------------- |
| Deutschland (GfK)              | 2 (3,5 Mt.)       | 3,5 Mt.        |
| Österreich (Ö3)                | 3 (4 Mt.)         | 4 Mt.          |
| Schweiz (IFPI)                 | 1 (13 Wo.)        | 13 Wo.         |
| Vereinigte Staaten (Billboard) | 1 (16 Wo.)        | 16 Wo.         |

| ChartsJahrescharts (1969)      | Platzierung |
| ------------------------------ | ----------- |
| Deutschland (GfK)              | 13          |
| Österreich (Ö3)                | 8           |
| Schweiz (IFPI)                 | 3           |
| Vereinigte Staaten (Billboard) | 10          |

## Coverversionen

### Coverversion von Joan Jett

#### Entstehung und Veröffentlichung
1981 veröffentlichte die US-amerikanische Rockband Joan Jett and the Blackhearts eine Coverversion zu Crimson and Clover. Während die Komposition dabei unverändert blieb, übernahmen Ritchie Cordell und Kenny Laguna die Produktion. Die Erstveröffentlichung des Covers erfolgte am 18. November 1981 bei Boardwalk Records, als Teil des zweiten Band-Studioalbums I Love Rock ’n’ Roll (Katalognummer: 260 16 017). Im April des Folgejahres erschien das Lied als Singleauskopplung aus dem Album. Diese erschien als 7″-Single mit der B-Seite Oh Woe Is Me (Katalognummer: NB7-11-144). In einigen Ländern erschien eine Singleausführung mit der B-Seite Victim of Circumstance (Katalognummer: Smash TAR 15).

#### Chartplatzierungen
| ChartsChartplatzierungen       | Höchstplatzierung | Wochen/ Monate |
| ------------------------------ | ----------------- | -------------- |
| Deutschland (GfK)              | 19 (14 Wo.)       | 14 Wo.         |
| Österreich (Ö3)                | 12 (1 Mt.)        | 1 Mt.          |
| Schweiz (IFPI)                 | 8 (6 Wo.)         | 6 Wo.          |
| Vereinigte Staaten (Billboard) | 7 (15 Wo.)        | 15 Wo.         |
| Vereinigtes Königreich (OCC)   | 60 (3 Wo.)        | 3 Wo.          |

| ChartsJahrescharts (1982)      | Platzierung |
| ------------------------------ | ----------- |
| Vereinigte Staaten (Billboard) | 78          |

### Weitere Coverversionen
- 1969: James Last (Albatross/Crimson and Clover/Something’s Happening)
- 1970: Lloyd Charmers
- 1971: The Lettermen
- 1980: Keith Marshall
- 1981: Tommy Roe
- 1997: Achim Petry
- 1999: Elijah Blue Allman feat. Cher
- 2005: Dolly Parton
- 2009: Prince
- 2014: Teho Teardo feat. Blixa Bargeld
- 2018: Joan Jett, Miley Cyrus, Dave Grohl & Tommy James